# John Pond (Filmtechniker)
John Ellery Pond (* 27. Dezember 1903 in Portland (Maine), Vereinigte Staaten; † 27. November 1975 in Falmouth (Maine)) war ein US-amerikanischer Elektrotechniker, Wissenschaftler, Film-Techniker, Erfinder und Filmschaffender, der 1957 mit einem Oscar für technische Verdienste geehrt wurde.

## Leben und Wirken
John Ellery Pond erhielt eine elektrotechnische Ausbildung und war während des Zweiten Weltkriegs als Ingenieur für Elektromechanik an der University of California in Berkeley tätig. In dieser Funktion arbeitete er auch an der Entwicklung der ersten Atombombe mit. Seine frühen Beiträge für die Kinematographie beinhalten die Entwicklung einer speziellen Tonbühne, die speziell für Unterwasserszenen angelegt war.
Republic-Pictures-Mitarbeiter Pond wurde bei den 29. Annual Academy Awards gemeinsam mit Daniel J. Bloomberg und William Wade und dem Engineering and Camera Departments of Republic Studio, wo sie seinerzeit beschäftigt waren, mit einem Technical Achievement Award ausgezeichnet. Sie erhielten die Auszeichnung „für die Anpassung der Naturama-Breitbild-Technik an eine Kamera der Mitchell Camera Corporation“ („for the Naturama adaptation to the Mitchell camera“). Bei dem Preis handelt es sich um eine sogenannte Class III-Auszeichnung, da die Preisträger keine Oscar-Statuette (Class I) oder Oscar-Plakette (Class II) erhalten, sondern ein Oscar-Zertifikat.
John Pond, der mit seinem Bruder William auch die angeblich erste Butterschneidemaschine für Restaurants entwickelt hatte, starb im 72. Lebensjahr an Lungenkrebs.